# St.-Croix-Ara
Der St.-Croix-Ara (Ara autocthones) ist eine wenig bekannte ausgestorbene Ara-Art von der Insel Saint Croix, die zu den Amerikanischen Jungferninseln, einer Inselgruppe der Kleinen Antillen in der Karibik gehört. Er ist ausschließlich durch einen subfossilen linken Tibiotarsus bekannt, den der Ornithologe Alexander Wetmore 1937 bei Concordia, Southwest Cape, Saint Croix in einem Muschelhaufen der Arawak oder Kariben fand und beschrieb. 
Sein Aussterben ist vermutlich auf Lebensraumvernichtung oder Jagd zurückzuführen. Dafür gibt es aber bislang noch keinen Beleg.